# جاك كوايد
جاك هنري كويد (بالإنجليزية: Jack Quaid)‏ هو ممثل أمريكي، ولد في 24 أبريل 1992 بلوس أنجلوس في الولايات المتحدة. هو ابن الممثلين ميغ رايان ودينيس كويد، بدأ مسيرته التمثيلية بدور ثانوي في فيلم مباريات الجوع (فيلم) (2012) ذي الطابع الديستوبي. كان كويد جزءًا من طاقم التمثيل الرئيسي في مسلسل فينيل (2016)، ولعب دورًا مساعدًا في فيلم لوغان المحظوظ (2017). برز نجم كويد بدور هيوي كامبل في مسلسل الأبطال الخارقين الساخر الرفاق (2019-حتى الآن).
أدى كويد صوت براد بويملر في مسلسل ستار تريك: الطوابق السفلية (2020-2024)، وسوبرمان في فيلم مغامراتي مع سوبرمان (2023 حتى الآن). كما لعب دور ريتشي كيرش في فيلم الرعب صرخة (2022)، والفيزيائي ريتشارد فاينمان في فيلم أوبنهايمر (2023)، ومنذ ذلك الحين، لعب أدوار البطولة في فيلمي رفيق ونوفوكايين (كلاهما عام 2025).

## الأعمال

### أفلام
| السنة | الفيلم                                        | الدور                |
| ----- | --------------------------------------------- | -------------------- |
| 2012  | مباريات الجوع                                 | مارفل                |
| 2013  | مباريات الجوع: ألسنة اللهب                    | مارفل                |
| 2014  | فقط قبل أن أرحل                               | ديلان                |
| 2017  | لوغان المحظوظ                                 | فيش بانغ             |
| 2018  | رامبيغ                                        | كونور                |
| 2022  | صرخة                                          | ريتشارد "ريتشي" كيرش |
| 2023  | صرخة 6                                        | ريتشارد "ريتشي" كيرش |
| 2023  | سبايدرمان: أكروس ذا سبايدر-فيرس (الجزء الأول) | بيتر باركر / السحلية |
| 2023  | أوبنهايمر                                     | ريتشارد فاينمان      |
| 2025  | رفيق                                          | جوش                  |
| 2025  | نوفوكايين                                     | ناثان كين            |
| 2025  | دورية الحي                                    | سايمون               |

## روابط خارجية
- جاك كوايد على موقع IMDb (الإنجليزية)
- جاك كوايد على موقع روتن توميتوز (الإنجليزية)
- جاك كوايد على موقع ألو سيني (الفرنسية)
- جاك كوايد على موقع أول موفي (الإنجليزية)
- جاك كوايد على موقع قاعدة بيانات الأفلام السويدية (السويدية)
- جاك كوايد على موقع قاعدة بيانات الفيلم (الإنجليزية)
- جاك كوايد على موقع كينوبويسك (الروسية)